# (1118) Hanskya
(1118) Hanskya ist ein Asteroid des Hauptgürtels, der am 29. August 1927 von den russischen Astronomen Sergei Iwanowitsch Beljawski und Nikolaj Ivanov am Krim-Observatorium in Simejis entdeckt wurde.
Der Asteroid ist nach dem russischen Astronomen Alexis Hansky benannt.